# Priscula binghamae
Priscula binghamae är en spindelart som först beskrevs av Chamberlin 1916.  Priscula binghamae ingår i släktet Priscula och familjen dallerspindlar. Inga underarter finns listade i Catalogue of Life.